# 暖地杓兰
暖地杓兰（学名：Cypripedium subtropicum）为兰科杓兰属下的一个种。

## 扩展阅读
- 維基物種上的相關：暖地杓兰